# Igreja Metodista Global
A Igreja Metodista Global (em inglês Global Methodist Church e geralmente abreviada como GMC) é uma denominação metodista conservadora, fundada em 1 de maio de 2022, por igrejas que se separaram da Igreja Metodista Unida. 

## História
A Igreja Metodista Unida (IMU) foi formada em 1968 e desde então se espalhou por diversos países. 
Em 2019, a Conferencia Geral da denominação debateu sobre a homossexualidade. Na ocasião, foi aprovado o plano tradicional, que reafirmou a doutrina de que o casamento deveria ser realizado apenas entre homem e mulher e que a homossexualidade é incompatível com a fé cristã.
Todavia, diversas igrejas locais se opuseram a decisão se negaram a aplicar o Livro de Disciplina da denominação, promovendo a aceitação da homossexualidade e do casamento entre pessoas do mesmo sexo.
Consequentemente, diversas igrejas locais e conferências regionais da IMU, que adotam a visão conservadora sobre o casamento e sexualidade se separaram da denominação e constituíram em 1 de maio de 2022 a Igreja Metodista Global.
Entre 2019 e 2023, mais de 2.400 igrejas se desfiliaram da Igreja Metodista Unida nos Estados Unidos. A maior parte delas - cerca de 2.000 igrejas e 2.450 clérigos, incluindo três ex-bispos metodistas unidos - se juntou à Igreja Metodista Global até 2023.
Em 2022, a IMU decidiu que não permitiria que nenhuma de suas conferências nos Estados Unidos poderiam se desfiliar da denominação para ingressar na Igreja Metodista Global, de forma que apenas igrejas locais, individualmente, poderiam mudar de denominação. Todavia, a decisão não afetou as conferências metodistas unidas em outros países. No mesmo ano, a Conferência da Igreja Metodista Unida da Romênia e Bulgária e a Igreja Metodista Evangélica na Croácia se separaram da IMU e ingressaram na Igreja Metodista Global.
Em julho de 2023, a Igreja Metodista Global estimou ser formada por cerca de 3.000 igrejas locais e 3.200 membros do clero.